# Blauwal der Erinnerung
Blauwal der Erinnerung (Originaltitel: Забуття) ist ein Roman von Tanja Maljartschuk. Er erschien erstmals 2016 im Verlag Wydawnyztwo Staroho Lewa in Lwiw und 2019 auf Deutsch bei Kiepenheuer & Witsch in Köln übersetzt von Maria Weissenböck.

## Inhalt
Zwei Lebenslinien – durch gut hundert Jahre getrennt – werden in diesem Roman in einer Erkenntnis zusammenfließen: Wir können Identität, Gemeinsamkeit und Anteilnahme am Anderen hinweg über Zeit und Raum fühlen, und diese Erinnerung an die Vergangenheit stiftet uns Zukunft.
Abwechselnd wird vom Schicksal des bekannten ukrainisch-polnischen Historikers, Politikers und Diplomaten Wjatcheslaw Lypynskyj erzählt, der 1882 in Wolhynien geboren wurde und 1931 in Österreich verstarb, und daneben erzählt der Roman vom Leben der jungen Erzählerin in der unabhängigen Ukraine sowie aus ihrer Kindheit Ende der 1980er Jahre kurz vor dem Ende der Sowjetepoche. Die Romanhandlung findet in den historischen Ereignissen statt, die dabei auch interpretiert werden.
Mit dem Spiegel der Erinnerung an den Denker Lypynskyj, der nach dem Ende der zaristischen russischen Vorherrschaft die Unabhängigkeit der Ukraine unterstützte, vermag die Erzählerin auch Erinnerungen aus der eigenen Familiengeschichte ins Bewusstsein hervorzuholen. Daraus entsteht das Gesamtbild eines zutiefst europäischen Schicksals beider Hauptpersonen.
Die junge Erzählerin beginnt mit der Zeit ihres Studiums der Ukrainistik, dem Abtauchen in die Zeit des Barock, mit der ersten großen Liebe. Weitere Jahre und Beziehungen gehen mit ihren tiefen Ängsten und einem zurückgezogenen Dasein einher. Sie vertieft sich in das Studium alter Quellen, Zeitungen, Briefe und Berichte von und über Lypynskyj. Psychisch am Rande drängt es sie schließlich raus aus der Zurückgezogenheit, und die junge Erzählerin besucht nun auch das Museum auf dem ehemaligen Sitz der Familie Lipiński in Saturzi bei Luzk.
Die Grabstelle Lypynskyjs und weitere Gräber des Friedhofs in Saturzi indes hatte ein Traktorist aus der Kolchose für eine Flasche Wodka dem Erdboden gleichgemacht, und die Grabsteine wurden als Boden in den Schweineställen ausgelegt. In der sowjetischen Zeit sollte das Vergangene vernichtet werden und die Erinnerung daran verboten werden. Dies schreibt die Erzählerin und verweist auch auf den Einmarsch der Roten Armee 1939 in Lemberg, der eine Folge des Hitler-Stalin-Pakts war: Der Einmarsch der sowjetischen Truppen bedeutete ein Ende für viele Jahrhunderte Geschichte dieser Stadt.
Während der Recherchen über Lypynskyj und der zunehmenden Angst und Bewegungsunfähigkeit im eigenen Leben der Erzählerin quillt die Geschichte ihrer Familie hervor. Die Erlebnisse ihrer Urgroßeltern und Großeltern wirken nach bis in die folgenden Generationen.
Es quält die Erzählerin, dass die Großmutter mütterlicherseits die Jahre des großen Hungers 1932/33 in der Ukraine, den Holodomor, nur knapp überlebt hatte und wie dies bis heute auf die Tochter und Enkelin wirkt. Dies geschah in der Zentralukraine: Als die Großmutter 8 Monate alt war, starb die Kindsmutter, beschrieben wurde ihre wunderschöne Stimme. Der Vater sah sicherlich keinen anderen Ausweg, um das Kind vor dem Hungertod zu bewahren, und setzte es vor dem örtlichen Waisenhaus aus. Selbst starb der Urgroßvater 1933 an Hunger.
Das Mädchen flüchtete 1932 aus dem Waisenhaus. Als die Menschen Hungerödeme hatten und auf der Straße viele das Bewusstsein verloren und am Straßenrand langsam starben, retteten das Kind auch Pflaumenkerne, die es mit einem Stein geöffnet hatte, um das Innere als ein wenig Nahrung zu gewinnen. Ihr Zuhause gab es nicht mehr, die große Landwirtschaft mit Fischteich und langen Heuschuppen war besetzt worden. Im Wohngebäude war nun ein Laden eingerichtet, hier wurden Haushaltswaren für die Mitglieder der Kommunistischen Partei verkauft. Zehn Jahre später war das Dorf von den Deutschen niedergebrannt worden, das Waisenhaus, der Friedhof mit dem Grab der Urgroßmutter, der Markt – zerstört.
Der Sommer und der Winter, den sie ganz im Dorf verbracht hatte, war die fröhlichste Zeit ihres Lebens. Hier lebten die Großmutter, das kleine Mädchen, das den Holodomor überlebt hatte. Den Großteil der Zeit verbrachte die Erzählerin aber bei ihrem Großvater der Familie väterlicherseits, den sie als Opa Bimmler beschreibt. Einst ausgezeichnet für seine verdienstvolle Arbeit in der Lenin-Kolchose, war er für sein glockenhelles Lachen bekannt, das wie die Glocken in der Kirche bimmelte. Hinter dem Lachen verbarg sich aber – wie ererbt bei der Enkelin – ein Misstrauen gegenüber allem, was Menschen als wahr bezeichnen. Opa Bimmler habe sich über alle lustig gemacht, verborgen lagen für die Erzählerin undeutliche, unbewusste Schuldgefühle. Der Großvater war zur Zeit des Zweiten Weltkriegs noch zu jung gewesen, um beim Militär zu kämpfen. Später wurde er nach Tscheljabinsk geschickt, wo er in der Rüstungsindustrie arbeiten und Glocken einschmelzen musste, die aus der ganzen Sowjetunion herangekarrt wurden.
Verborgener Grund für seine Schuldgefühle waren auch die Felder, auf denen er sich sein Leben lang abrackerte. Im Dorf wurde eine Kolchose errichtet. Die Erzählerin beschreibt, wie den Menschen Land und Vieh weggenommen wurden, man sie zwang, umsonst zu arbeiten und an den Staat aus der eigenen Wirtschaft auch noch Fleisch, Eier und Milch abzuliefern.
Viele Dorfbewohner, die etwas besessen hatten, wurden in Waggons nach Sibirien deportiert, andere verschwanden, ohne dass die Zurückbleibenden erfuhren, was mit ihnen geschehen war.
Das Land und das Haus, das er mit den eigenen Händen erbaut hatte, war nicht und wurde nicht sein Eigentum. Als in den 1990er Jahren das Privateigentum in die Ukraine zurückkehrte, war es nach so langer Zeit für ihn nicht mehr wichtig, sich um die Privatisierungspapiere zu bemühen.
Die Schuld- und Angstgefühle ausgelebt haben später unbewusst auch die Kinder und Enkel. Der Sohn von Opa Bimmler und Vater der Erzählerin trainierte so, wie vermutlich viele Autodidakten um die Wende Anfang der 1990er Jahre, Kampfkünste wie Kung-Fu. Die Erzählerin beschreibt, dass der Vater damit versuchte, vor der Scham und Schwäche, die sich hinter dem Lachen des Großvaters verbarg, zu fliehen.
Diese Enkelin ist es, die parallel aus dem Leben und Wirken von Wjatcheslaw Lypynskyj erzählt. Drei vordergründige Berührungspunkte gibt es: Einmal verbrachte Lypynskyj nach Ende des I. Weltkriegs ein paar Tage in ihrer Heimatstadt. Die Erzählerin wiederum besuchte das Heimatdorf und Familiengut von Lypynskyj bei Luzk. Und zeitlich berührten sich beider Leben in demselben Geburtstag, am 17. April – mit dem Abstand eines Jahrhunderts.
Lypynskyj war in Wolhynien in der polnischen Adelsfamilie Lipiński vom Wappen Brodzic geboren worden. Er beharrte auf der Führung seines Namens in der ukrainischen Form.  In der Studienzeit und im Arbeitsleben bewegte er sich von Krakau, Genf und dem Gut seines kinderlosen Onkels aus der Gegend von Uman, welches er übernehmen sollte, nach Wien, Berlin und der Steiermark, bevor er den langen Kampf gegen seine schwere aber langsam fortschreitende Tuberkulosekrankheit schließlich verlor.
Die sehr beweglich, kurzweilig und beeindruckend geschilderte Biographie zeigt vor allem die inneren und äußeren Auseinandersetzungen Lypynskyjs um sein unglückliches Familienleben, mit seiner Krankheit und einer Reihe von Heilaufenthalten in Gebirgsorten, aber vor allem um die Entwicklung der unabhängigen Ukraine.
Lypynskyj war wohl neben der Geschichte, Politik und Diplomatie auch sein Leben lang dem Diskurs verpflichtet. Er kämpfte sein erwachsenes Leben lang für den unabhängigen Staat Ukraine, als Staatsform habe Lypynskyj eine konstitutionelle Monarchie gewollt.
Er reiste etwa 1910 mit einem Vortrag durch die zentralukrainischen Städte, mit dem er die Identität ukrainischer Bürger auf der Grundlage der „Territorialität“ fördern wollte. Dieses Prinzip ist für die Erzählerin die beste politische Konzeption seines Lebens, weil es die Überwindung alter Feindschaften im multi-ethnischen Gebiet der Ukraine stiftete: Bewohner setzen sich für die Interessen des Bodens ein, wo sie leben, unabhängig von Herkunft, Sprache, Glaube und Beschäftigung.
Die Erzählerin schildert, wie Lypynskyj die Kriegszeit erlebt haben wird: 1917, als er sich im I. Weltkrieg als Reserveoffizier um den Pferdenachschub in Poltawa gekümmert hatte, kamen Soldaten aus dem Ersten Weltkrieg zurück, der Krieg schien aus zu sein. In Petrograd hatte die Revolution im russischen Zarenreich begonnen. Der Zar hatte abgedankt.
In der Ukraine brach sich die Hoffnung auf Unabhängigkeit Bahn. Im Januar 1918 hatte die Zentralna Rada die Ukrainische Volksrepublik als von Russland unabhängig erklärt. Jedoch nur vier Tage später wurde Kyjiw von der Roten Armee eingenommen. Eine erste autonome ukrainische Politik wurde so mit der Oktoberrevolution gleich wieder beendet, war Lypynskyj laut seinen Briefen überzeugt. An eine Loyalität Russlands, selbst wenn das Land demokratisch und keine Zaren-Autokratie mehr war, habe Lypynskyj nie geglaubt.
Bolschewiken-Einheiten überfielen die Dörfer, zündeten Anwesen von Gutsherren und Bauern an. Der Pöbel, der zuvor besitzlos gewesen war, machte auf dem Land Revolution: Im April 1918 überfiel eine lokale Bolschewiken-Bande das Anwesen Lypynskyjs in Uman. Dem treuen alten Verteidiger des Anwesens Lewko Sanuda wurde von dem Angreifer aus demselben Dorf, Welbiwez, mit einem Säbel der Kopf abgeschlagen. Der Täter wurde später aktiver Kommunist und blieb ungestraft.
Im Sommer 1918 wurde Kiew von den deutschen Truppen befreit, schreibt die Verfasserin. Es war ein Friedensvertrag geschlossen worden, in dessen Folge deutsche sowie österreichische Militärtruppen in die Ukraine als Hilfe gegen die Bolschewisten einmarschierten. Die Zentralna Rada wurde abgelöst von der Regierung des Hetman Pawlo Skoropadskyj. Lypynskyj wurde 1919 erster Gesandter dieser Regierung in Österreich.
Im Rahmen der Brest-Litowsker Friedensverhandlungen war Lypynskyj, soweit der Roman berichtet, an den Plänen für die Zukunft des östlichen Teils Galiziens mit überwiegend ukrainischer Bevölkerung beteiligt worden. In einer polnischen Familie geboren, habe er auf ein ukrainisches Ostgalizien gesetzt. Der Minister für äußere Angelegenheiten Österreich-Ungarns, Graf Burián, jedoch habe Ostgalizien bereits Polen versprochen gehabt und sollte dies durchsetzen.
Ein kleiner Ausschnitt aus einem Verhandlungsgespräch, wie es die Autorin zwischen Lypynskyj und Burián erzählt, lässt zur wirtschaftlichen Bedeutung der ukrainischen Landwirtschaft im damaligen Europa aufhorchen. Lypynskyj trägt vor, dass man auf den Friedensvertrag warte. In der Frage der Teilung Galiziens sei der Standpunkt klar: Der östliche Teil müsste zur Ukraine kommen. Eine solch direkte Forderung habe den Grafen irritiert. Er entgegnete, dass Österreich-Ungarn im Gegenzug auf das ukrainische Brotgetreide warte. Lypynskyj versicherte, es trage volle Ähren, bald begänne die Ernte, das ukrainische Getreide reiche für alle.
Dem Text des Romans zufolge hatte der Beamte und Geheimpolizist des Grafen, Johann Schober, den Auftrag, den ukrainischen Gesandten Lypynskyj auszuspionieren. Johann Schober sollte Kanzler Österreichs werden. Dieser begegnet ihm im Roman 1927 in Wien noch einmal.
In seinen letzten Jahren bis 1931 widmete sich Lypynskyj der Korrespondenz, und er habe die ganze Hetmanbewegung koordiniert. Die Wirtschaftskrise in den USA war an ihrem Höhepunkt angelangt. Und in der Sowjetunion begannen groß angelegte Repressionen. Nationalbewusste Ukrainer, Mitglieder von Dorfverwaltungen, Gymnasiasten und Studenten wurden geprügelt, gefoltert und inhaftiert. Lypynskyj verfolgte die Ereignisse wohl noch aufmerksam, kommentierte sie aber nicht mehr.
An seinem Lebensabend noch wird seine Tochter Ewa an seiner Seite sein.
Die Erzählerin widmet sich der Verwirkung des Jetzt mit dem Vergangenen. Sie beschreibt sich selbst als Nachfahrin einer Zeit der Unruhen und des Chaos, als Nachfahrin der Angst vor dem Tod. Auf ihr laste es wie ein Preis, der von den früheren Generationen für das Überleben bezahlt worden sei.
Der ukrainische Titel „Vergessen“, oder auch das poetische „Lethe“, beschreibt es: Nur tief verborgene Erinnerungen sind es, die wie vom gigantischen Blauwal des Vergessens einverleibt worden sind. Wenn wir erinnern, dann besiegen wir die Zeit. Das Vergangene ist nur vergessen, nur nicht bewusst, aber es wirkt bis ins Heute.

## Auszeichnungen
- Buch des Jahres BBC, Ukraine (2016)[7]
- Usedomer Literaturpreis (2022)[8]